# Kočićev vijenac

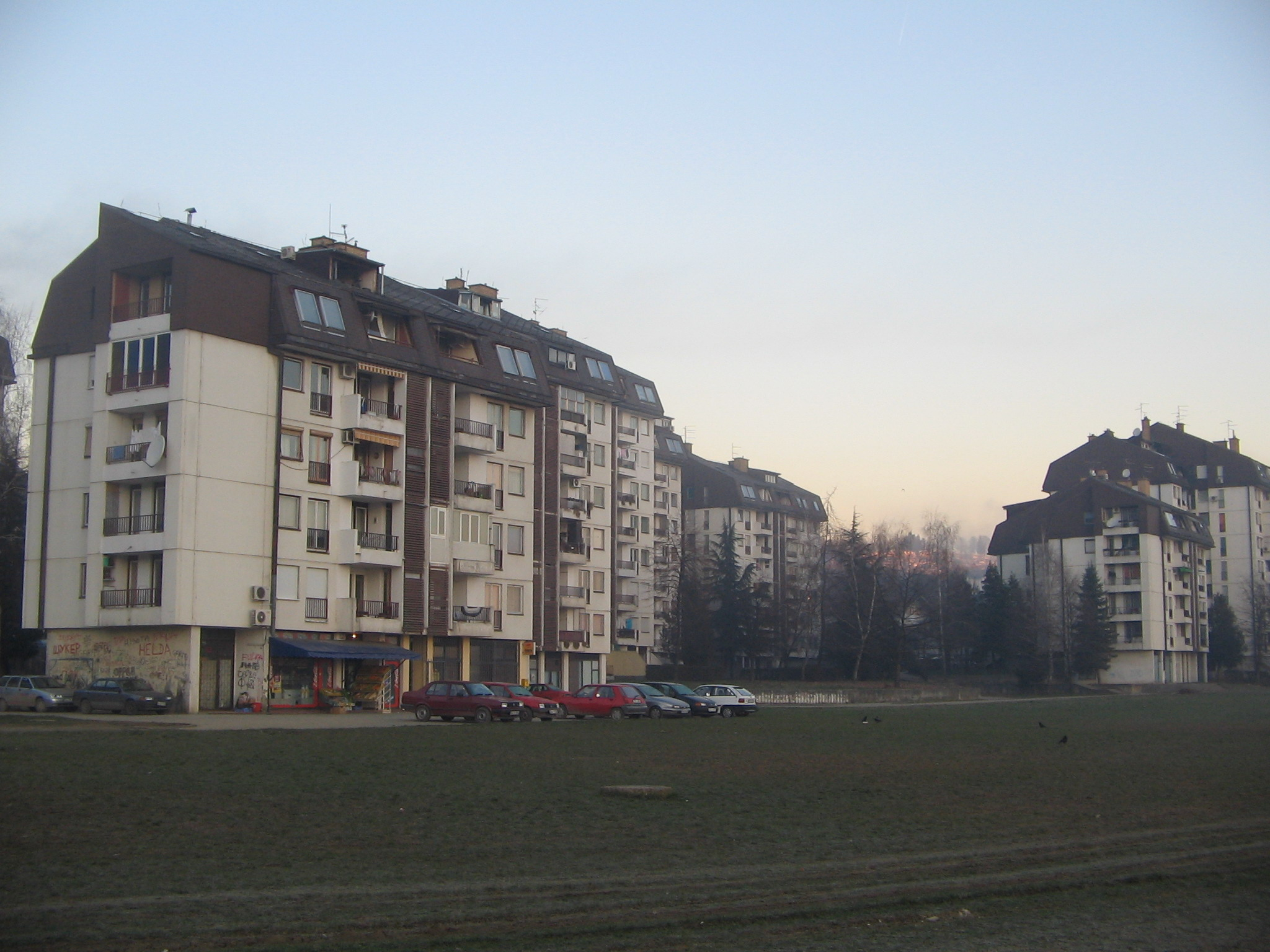
Immeubles du quartier

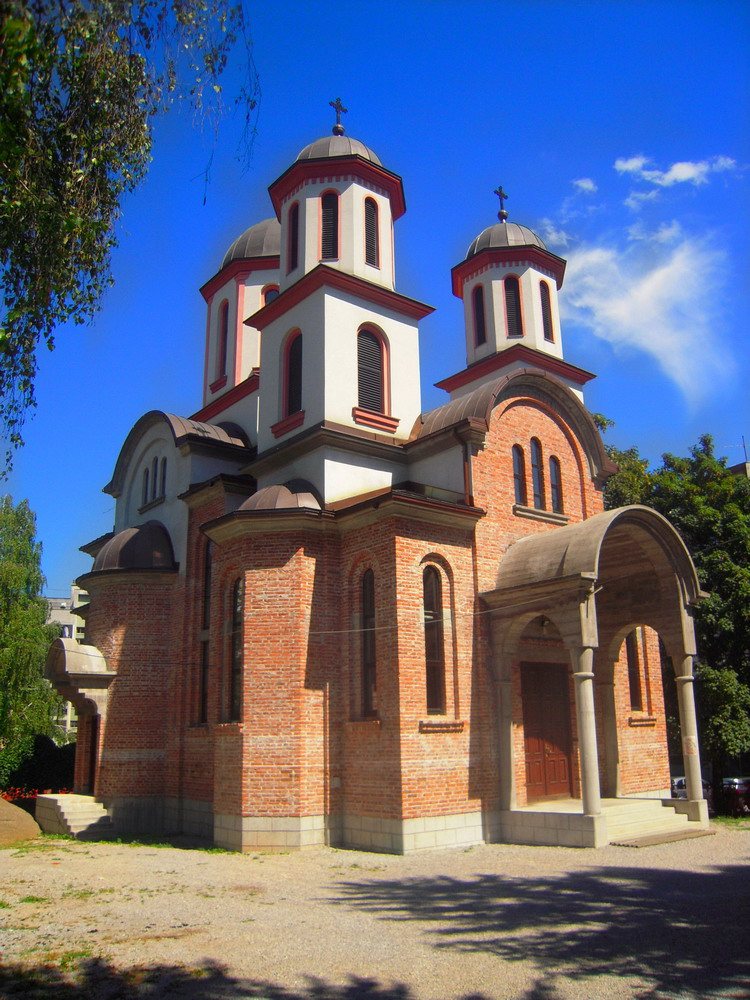
L'église de la Dormition-de-la-Mère-de-Dieu

Kočićev vijenac (en serbe cyrillique : Кочићев вијенац), est un quartier de Banja Luka en Bosnie-Herzégovine. Au recensement de 1991, il comptait 7 864 habitants, dont une majorité relative de Serbes.
Avant la guerre de Bosnie-Herzégovine, Kočićev vijenac portait le nom de Hiseta.

## Caractéristiques
Le stade de l'équipe de football du FK BSK Banja Luka est situé dans le quartier. On y trouve également l'église de la Dormition-de-la-Mère-de-Dieu.

## Démographie
Au recensement de 1991, la population de la communauté locale d'Hiseta, aujourd'hui Kočićev vijenac, se répartissait de la manière suivante :